# Hugo VIII de Lusignan
Hugo VIII el Viejo de Lusignan o Hugo III de La Marche o Hugues VIII-le-Vieux de Lusignan fue el hijo mayor de Hugo VII y de Sarrasine o Saracena de Lezay. Se convirtió en señor de Lusignan, Couhé, y Château-Larcher y conde de La Marche a la muerte de su padre en 1151. Nació en Poitou, alrededor de 1106-1110 o en algún momento después de 1125, murió en Tierra Santa en 1165 o 1171.
Se casó en 1140/1141 con Bourgogne o Burgondie de Rançon, señora de Fontenay, hija de Godofredo o Geoffroy de Rançon, señor de Taillebourg y  su mujer Fossefie (Falsifie), señora de Moncontour, por  lo que también se convirtió en señor de Fontenay: murió el 11 de abril de 1169. En 1163 o 1164 fue en peregrinación y en la cruzada a Tierra Santa participó en la batalla de Harim, donde fue hecho prisionero.
Sus hijos fueron:
- Hugo (1141-1169), co-señor de Lusignan con su padre, se casó con una cierta Orengarde con  la que tuvo a Hugo IX de Lusignan;
- Roberto, hijo muerto en 1150;
- Amalarico II (1145-1205) rey de Chipre y Jerusalén;
- Godofredo (1149-1224) conde de Jaffa y Ascalón, señor de Mervent, Vouvent y Montcontour;
- Pedro, tal vez un sacerdote;
- Guido (1159-1194), rey de Jerusalén y Chipre.